# Søren Møller Jørgensen
Søren Møller Jørgensen (født 29. januar 1794 på Rosenholm, død 30. november 1873 i Aalborg) var en dansk maler og fotograf.
Hans forældre var forpagter på Rosenholm, senere ejer af Katholm og gårdejer i Følle på Mols Jens Jørgensen og Karen Kirstine Sørensdatter Møller. Han blev stud. jur. og samtidig elev på Kunstakademiet (bl.a. Christian Gottlieb Kratzenstein Stub), kom i 1. frihåndsskole marts 1806 og modelskolen fra januar 1809. Han var volontør på byfogedkontoret i Grenaa 1814-15 og blev exam. jur. 1816. S.M. Jørgensen drev en oliemølle i Aarhus 1819-26 og tog borgerskab som malermester i Aarhus 1831. Han var tegnelærer ved Borgerskolerne i Aarhus 1818-22 og åbnede fotografisk atelier i samme by 1844.
S.M. Jørgensen var en flittig kunstner, men kun lidt vides om hans værker. Ifølge E.F.S. Lund fandtes omkring århundredskiftet (1900) talrige portrætter på herregårdene omkring Randers og Aarhus og i familien Bang. Sine sidste år tilbragte Jørgensen hos datteren Anna Ræbild i Aalborg.
Han ægtede 23. oktober 1814 i Grenaa Frederikke Lovise Bendixen (10. marts 1798 i Randers – 5. september 1853 i Aarhus), datter af rådmand, senere byfoged i Randers, kancelliråd Eske Bendixen og Marie Elisabeth Fischer.
Han er begravet i Aalborg.

## Værker
- Sokrates, kopi efter Nicolai Abildgaard (udst. 1809)
- Profeten Elias, kopi efter Rembrandt (udst. 1810)
- Coriolan (udstillet 1811)

Portrætter:
- Prinsesse Charlotte Frederikke (1820, Jægerspris Slot)
- H.W. Falckenberg (1829, tidligere i Johan Hansens samling)
- Jørgen Mørch Secher (1832) og dennes hustru Dorothea Nicoline (1832)
- Malerens datter Johanne, gift Bang (o. 1840)
- Adolph Juel (privateje)

Fotografier:
- 2 daguerreotypier af Olaf Rye, der blev forlæg for litografier (Det Kongelige Bibliotek)